# Stig H-stipendiet
Stig H-stipendiet är ett stipendium inom svensk travsport som delas ut av Stig H-Akademien på Solvalla under söndagen då Svenskt Trav-Kriterium körs. Stipendiefonden utser varje år två eller fler framtidslöften inom svensk travsport. 1996 delades de första stipendierna ut. Stipendiet består av ett utbildningsprogram som under ett år ska underlätta för lärlingar att ta steget och bli professionella travtränare.

## Om stipendiet
Stipendiefonden grundades i samband med Stig H. Johanssons 50-årsdag 1995. Både Svenska Travsportens Centralförbund och AB Trav och Galopp bidrog med grunden till stipendiefonden. 20 år senare när Johansson fyllde 70 år inrättades Stig H. Johanssons hästskötarfond. Vid inrättandet av hästskötarfonden bidrog Svenska kommunalarbetareförbundet  med grunden till fonden. Fonderna har sedan under åren tillförts medel från organisationer, företag, hästägare och privatpersoner.

## Stipendiater
| År   | Stipendiater           | Stipendiater        | Stipendiater       | Stipendiater      | Ref.  |
| ---- | ---------------------- | ------------------- | ------------------ | ----------------- | ----- |
| 2021 | William Ekberg         | Charlotte Andersson |                    |                   | [ 3 ] |
| 2020 | Kim Moberg             | Dwight Pieters      | Victor Rosleff     |                   | [ 4 ] |
| 2019 | Rebecca Dahlén         | Oskar Florhed       | Niclas Hammarström | Wiktor Kylin-Blom | [ 5 ] |
| 2018 | Emilia Leo             | Henriette Larsen    | Jenny Björk        |                   | [ 6 ] |
| 2017 | Kevin Oscarsson        | Evelina Månsson     | Anders Eriksson    |                   | [ 7 ] |
| 2016 | Petter Karlsson        | Paula Pettersson    | Mads Hviid Nielsen |                   |       |
| 2015 | Fredrik Berg           | Marcus Schön        |                    |                   |       |
| 2014 | Oskar Kylin-Blom       | Preben Sövik        |                    |                   |       |
| 2013 | Oskar J. Andersson     | Mattias Djuse       | Magdalena Eriksson |                   |       |
| 2012 | Sandra Eriksson        | Marcus Melander     |                    |                   |       |
| 2011 | Anna Isabelle Karlsson | Joakim Sandkvist    |                    |                   |       |
| 2010 | Jennifer Tillman       | Admir Zukanovic     |                    |                   |       |
| 2009 | Michael Lönborg        | Jenni H. Åsberg     |                    |                   |       |
| 2008 | André Eklundh          | Björn Karlsson      |                    |                   |       |
| 2007 | Anna Rönning           | Sarah Swahn         |                    |                   |       |
| 2006 | Johnny B. Karlsson     | Johan Untersteiner  |                    |                   |       |
| 2005 | Daniel Redén           | Claes Sjöström      |                    |                   |       |
| 2004 | Richard Jansson        | Jesper Svensson     |                    |                   |       |
| 2003 | Anette Lorentzon       | Oskar Svanberg      |                    |                   |       |
| 2002 | Elin Gustafsson        | Per Linderoth       | Stefan Persson     | Sofie Svedin      |       |
| 2001 | Olle Alsén             | Fredrik Söderberg   |                    |                   |       |
| 2000 | Catrin Fajersson       | Jens Eriksson       |                    |                   |       |
| 1999 | Linda Artursson        | Peter Ådefors       |                    |                   |       |
| 1998 | Charlotta B. Svensson  | Fredrik M. Persson  |                    |                   |       |
| 1997 | Linda Hedin            | Leif Eriksson       |                    |                   |       |
| 1996 | Kajsa Frick            | Fredrik Linder      |                    |                   |       |